# Mecaenichthys immaculatus
Mecaenichthys immaculatus (Ogilby, 1885) è un pesce osseo appartenente alla famiglia Pomacentridae, unico membro del genere Mecaenichthys.

## Distribuzione e habitat
La specie è endemica delle coste del Nuovo Galles del Sud (Australia).
Vive su fondi rocciosi o algosi costieri fino a una profondità di 15 metri. 

## Descrizione
L'aspetto è tipico dei Pomacentridae, con sagoma del corpo piuttosto alta. La pinna dorsale ha 13 raggi spiniformi mentre la pinna anale ne ha 2. La colorazione dell'adulto è bruno grigiastra con riflessi dorati sui fianchi e bordo delle pinne blu. I giovanili hanno la regione ventrale giallo arancio, linee longitudinali blu, bordi delle pinne dello stesso colore e una macchia scura ocellata sulla pinna dorsale.
Raggiunge i 12 cm di lunghezza.

## Biologia
Poco nota.

### Alimentazione
Si nutre di alghe bentoniche.

### Riproduzione
È una specie ovipara, le uova aderiscono al fondale e vengono sorvegliate dal maschio.